# Klappa (ö i Indonesien)
Klappa är en ö i Indonesien.   Den ligger i provinsen Aceh, i den västra delen av landet, 1 800 km nordväst om huvudstaden Jakarta.
Tropiskt regnskogsklimat råder i trakten. Årsmedeltemperaturen i trakten är 22 °C. Den varmaste månaden är mars, då medeltemperaturen är 25 °C, och den kallaste är januari, med 22 °C. Genomsnittlig årsnederbörd är 2 686 millimeter. Den regnigaste månaden är december, med i genomsnitt 383 mm nederbörd, och den torraste är juli, med 101 mm nederbörd.